# ماگورا
ماگورا (به لاتین: Magura) یک منطقهٔ مسکونی در بنگلادش است که در ناحیه ماگورا واقع شده‌است.